# Edward T. Seay
Edward T. Seay (* 1868; † 19. August 1941) war ein US-amerikanischer Politiker. Zwischen 1903 und 1905 war er als Präsident des Staatssenats faktisch Vizegouverneur des Bundesstaates Tennessee, auch wenn dieses Amt formell erst 1951 eingeführt wurde.

## Werdegang
Edward Seay lebte zumindest zeitweise in Gallatin im Sumner County. Nach einem Jurastudium und seiner Zulassung als Rechtsanwalt begann er in diesem Beruf zu arbeiten. Gleichzeitig schlug er als Mitglied der Demokratischen Partei eine politische Laufbahn ein. Er wurde dreimal hintereinander in den Senat von Tennessee gewählt, wo er das Sumner County vertrat. Zwischen 1903 und 1905 war er Präsident dieses Gremiums.
In dieser Eigenschaft  war er Stellvertreter von Gouverneur James B. Frazier. Damit bekleidete er faktisch das Amt eines Vizegouverneurs. Dieser Posten war bzw. ist in den meisten anderen Bundesstaaten verfassungsmäßig verankert; in Tennessee ist das erst seit 1951 der Fall. Später praktizierte er wieder als Jurist. Er starb am 19. August 1941.